# Usi e costumi di Napoli e contorni descritti e dipinti
Usi e costumi di Napoli e contorni descritti e dipinti è un'opera letteraria di Francesco de Bourcard pubblicata nel 1853 e relativa agli usi e costumi del Regno di Napoli dell'Ottocento.

## La storia e gli autori
Appassionato studioso della vita quotidiana della città, Francesco De Bourcard, napoletano di origini svizzere, si dedicò per circa vent'anni, dal 1847 al 1866, alla stesura di quest'opera che lo renderà famoso. La prima edizione del primo volume fu pubblicata nel 1853, quella del secondo nel 1858. Nell'opera sono ritratte e raccontate le usanze locali del tempo, i personaggi tipici del popolo, ed un'ampia carrellata di feste popolari e religiose. Ai testi si accompagnano cento litografie, con firma del disegnatore e dell'incisore, che illustrano in forma grafica i soggetti descritti nei capitoli.
La particolarità dell'opera sta anche nella grande levatura degli artisti partecipanti coordinati dal De Bouscard. Tra gli scrittori oltre lo stesso De Bourcard, ci sono Giuseppe Regaldi, Carlo Tito Dalbono, Francesco Mastriani, Emmanuele Rocco, Giovanni Emanuele Bidera, Achille De Lauzières e Enrico Cossovich; tra i disegnatori troviamo Filippo Palizzi (49%), Teodoro Duclère (25%), Pasquale Mattej (15%), Carlo Martorana (6%) Teodoro Ghezzi (2%), Saverio Altamura (2%), Nicola Palizzi (1%). Tra gli incisori prevale Francesco Pisante (75%) che diresse anche le incisioni del suo allievo Carlo Martorana (8%), poi troviamo Giov.Fusaro(7%), Saro Cucinotta (8%) I.Oruvasfan (6%) e Di Bartolo (1%).

## Volumi digitalizzati
- 1853 Usi e costumi di Napoli e contorni descritti e dipinti vol.1 digitalizzato: google libri
- 1866 Usi e costumi di Napoli e contorni descritti e dipinti vol.2 digitalizzato: google libri